# Watsonia spectabilis
Watsonia spectabilis är en irisväxtart som beskrevs av Schinz. Watsonia spectabilis ingår i släktet Watsonia och familjen irisväxter. Inga underarter finns listade i Catalogue of Life.